# فلوريد الكربونيل
فلوريد الكربونيل (بالإنجليزية: Carbonyl fluoride )‏ هو مركب كيميائي ذو الصيغة COF2 . هذا الغاز ، يشبه نظيره الفوسجين ، شديد السمّية . الجزيء مستوٍ وله تماثل C2v .

## السلامة
قيمة حد العتبة 2 جزء في المليون ppm عند التعرض قصير الأمد . غير مستقر في وجود الماء .